# 13세의 봄
《13세의 봄》은 한국방송공사 1TV 특집드라마이다.

## 제작진
- 극본 : 이금림
- 연출 : 최상현

## 출연진
- 김영애
- 노주현
- 맹호림
- 백준기
- 연운경
- 우희진 : 수진 역
- 최화정